# Cabo Vidio
El cabo Vidio se encuentra en el litoral asturiano en el concejo de Cudillero y cercano a la población de Riego de Abajo, en la parroquia de Oviñana (España).
Se trata de uno de los cabos más importantes de Asturias, desde el que se puede divisar Estaca de Bares o el Cabo de Peñas. Este cabo forma un acantilado de 80 m sobre el mar y una de sus mayores atracciones son el faro (abajo) y la iglesiona, que es una cueva formada por la erosión del oleaje y que se puede visitar en bajamar. Geológicamente este cabo está formado por cuarcitas y pizarras. Dentro de la fauna cabe destacar que el acantilado es una importante zona de cría de diferentes aves marinas entre las que sobresalen el cormorán moñudo y gaviotas.

## Faro

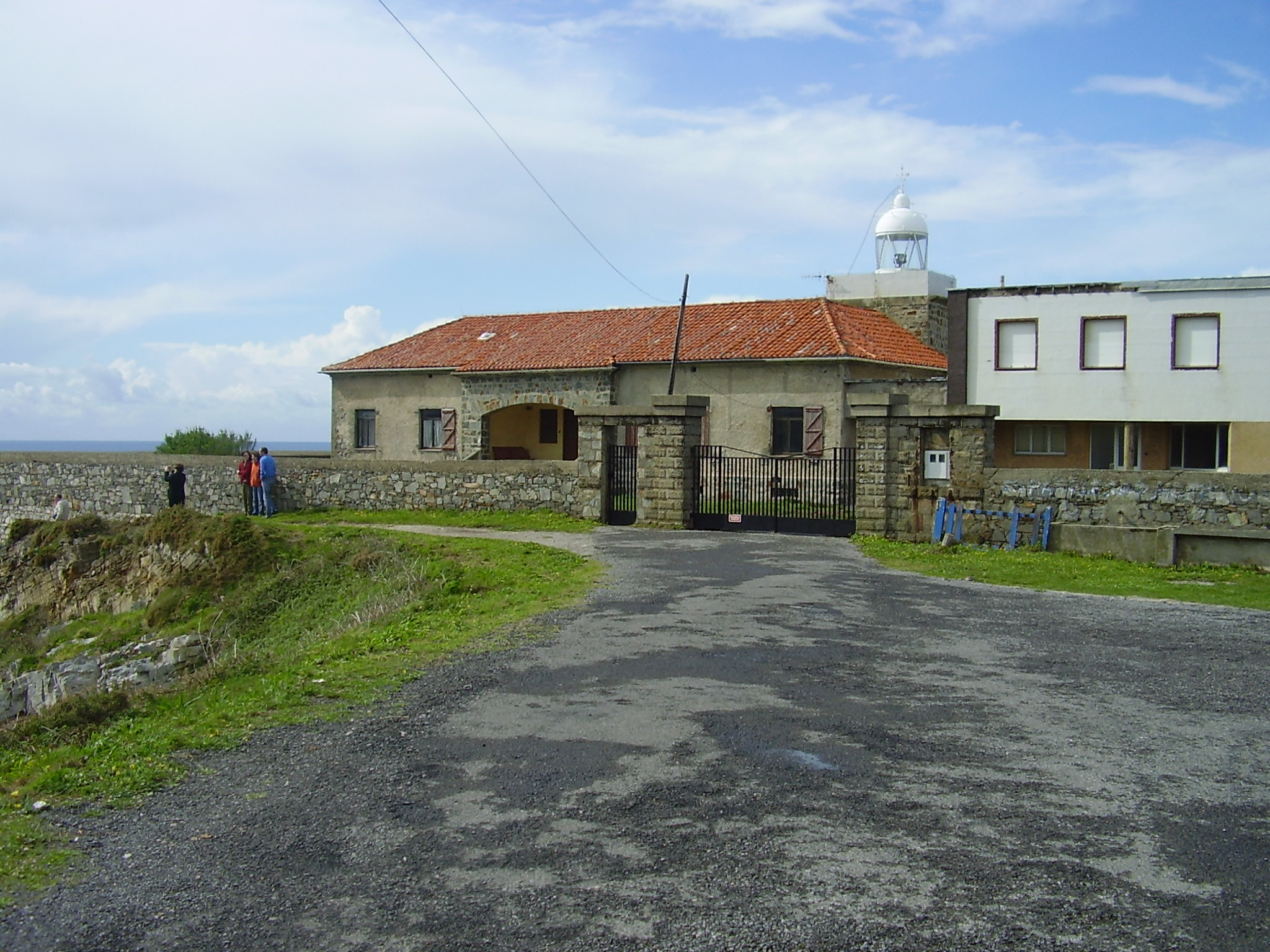
Faro de cabo Vidio.

Enclavado en el cabo se encuentra el último faro construido hasta la fecha en Asturias y uno de los más nuevos de España, ya que se construyó entre los años 1948 y 1950. Es un complejo formado por el faro y dos viviendas que sustituyó a la antigua señal de aviso. Está situado a 89 metros sobre el nivel del mar. La linterna está situada a 76 m sobre el nivel medio del mar y 10 m de altura respecto al cabo. La señal luminosa emite 4 destellos cada 20 segundos, con un alcance de 35,8 millas con buen tiempo y 16 millas con bruma. Hoy en día es automático y se acciona remotamente por técnicos de señales marítimas.